# Sanna Nielsen
Sanna Viktoria Nielsen (* 27. listopadu 1984, Edenryd, Skåne) je švédská populární zpěvačka.
Proslavila se v útlém věku díky písni „Till en fågel“ (1996). K roku 2014 vydala osm studiových alb, z nichž se dvě dostala na první místo švédské hitparády a další tři do nejlepší desítky.
V květnu 2014 reprezentovala s písní „Undo“ Švédsko na Eurovision Song Contest 2014, kde obsadila 3. místo se ziskem 218 bodů.

## Biografie
Sanna se od dětství účastnila lokálních pěveckých soutěží – v roce 1994 zvítězila v jedné z talentových show v Kallinge, díky čemuž následující dva roky vystupovala s dansbandovou kapelou Mats Elmes. Posléze získala svůj první kontrakt, vystoupila v populárním televizním programu Café Norrköping a ve věku jedenácti let nahrála píseň "Till en fågel", která se v květnu 1996 záhy dostala na první místo švédské hitparády – Sanna se stala nejmladší interpretkou, která dosáhla takového úspěchu.
V září následně vyšlo debutové album Silvertoner. Média mladou zpěvačku připodobnila k populární Carole, vítězce Eurovize 1991 která se také stala populární ve velmi útlém věku.
Během dospívání Sanna pokračovala ve studiu hudebních umění na škole v Malmö. V roce 2001 podnikla první masivní turné s populárními interprety, mezi nimiž nechyběli Charlotte Perrelli či Christer Sjögren. Tentýž rok se jako šestnáctiletá poprvé zúčastnila švédského národního kola do Eurovision Song Contest Melodifestivalen, v němž s písní "I går, i dag" obsadila třetí příčku. Během následujících let se o vítězství v soutěži pokusila ještě šestkrát.
Třetího alba Nära mej nära dej se švédské publikum dočkalo až deset let po vydání debutové nahrávky – v roce 2006. Následující léto se Sanna vydala na turné se zpěvačkami Shirley Clamp a Sonjou Aldén. S nimi spolupracuje trvale – v roce 2008 vyšlo společné album Our Christmas, které obsadilo první místo švédské hitparády.
Rok 2008 byl pro Sannu zlomovým – mimo spolupráce vydala v dubnu čtvrté album Stronger, které vedle dalšího prvního místa hitparády také obdrželo zlatou desku. Součástí alba byl singl "'Empty Room", s nímž zpěvačka opět zkusila své štěstí v Melodifestivalen. Po úspěšné kvalifikaci v semifinálovém kole Sanna ve finále obdržela téměř 450 000 diváckých hlasů, o více než čtyřicet tisíc více, než druhá Charlotte Perrelli – díky odborné porotě však Sanna obsadila až druhé místo. Perrelli zvítězila a reprezentovala Švédsko na Eurovizi 2008.
V roce 2011 Sanna v národním kole obsadila čtvrté místo s písní "I'm In Love". V roce 2014 zvítězila s písní "Undo" s dvoubodovým náskokem před Ace Wilder a reprezentovala Švédsko na Eurovizi v Kodani. Po postupu ze semifinálového kola obsadila ve finále 3. místo se ziskem 218 bodů včetně nejvyšších ohodnocení z Dánska, Rumunska a Ukrajiny. Spolu s vítězkou Conchitou Wurst a čtvrtým Aramem Mp3 z Arménie patřila mezi favority soutěže.

### Osobní život
Sanna žije v kytaristou Joakimem Ramsellem nedaleko Stockholmu. V minulosti byla zasnoubená.

## Diskografie

### Studiová alba
- 1996: Silvertoner
- 1997: Min önskejul
- 1999: Människan och skapelsen
- 2006: Nära mej, nära dej
- 2007: Sanna 11-22
- 2008: Stronger
- 2008: Our Christmas (& Shirley Clamp, Sonja Aldén)
- 2011: I'm in Love
- 2012: Vinternatten
- 2013: Min jul
- 2014: 16 bästa
- 2014: 7

### Singly
- 1996: "Till en fågel"
- 1998: "Låt sommaren gunga dig"
- 1999: "Time To Say Goodbye"
- 1999: "Bromölladagarna": "Fest i vår by"
- 2001: "I går, i dag"
- 2003: "Prinsessans stjärnor" (& Peter Glyt)
- 2003: "Hela världen för mig"
- 2005: "Du och jag mot världen" (& Fredrik Kempe)
- 2005: "Vägen hem"
- 2006: "Rör vid min själ" / "Koppången"
- 2007: "Vågar du, vågar jag"
- 2008: "Empty Room"
- 2008: "Nobody Without You"
- 2009: "I Can Catch The Moon"
- 2010: "Devotion"
- 2010: "Part of Me"
- 2011: "I'm in Love"
- 2011: "Can't Stop Love Tonight"
- 2012: "Viskar ömt mitt namn"
- 2014: "Undo"